# 安东尼·莱克
安东尼·莱克（英語：Anthony Lake，1939年4月2日—），现任联合国儿童基金会执行主任、作家、学者，美国前外交官、政治顾问。

## 生平
他曾为美国民主党总统和总统候选人担任过外交政策顾问，在1993年至1997年克林顿执政期间担任国家安全顾问。莱克主持了美国在波斯尼亚战争期间的政策。

## 荣誉

### 外国勋章奖章
- 旭日大绶章（日本，2018年11月3日公布[1]）